# 蒙自苹婆
蒙自苹婆（学名：Sterculia henryi）是梧桐科苹婆属的植物。分布于越南以及中国大陆的云南等地，生长于海拔1,500米的地区，一般生于森林，目前尚未由人工引种栽培。

## 异名
- Sterculia henryi Hemsl. var. cuneata Chun et Hsue